# Mosaico

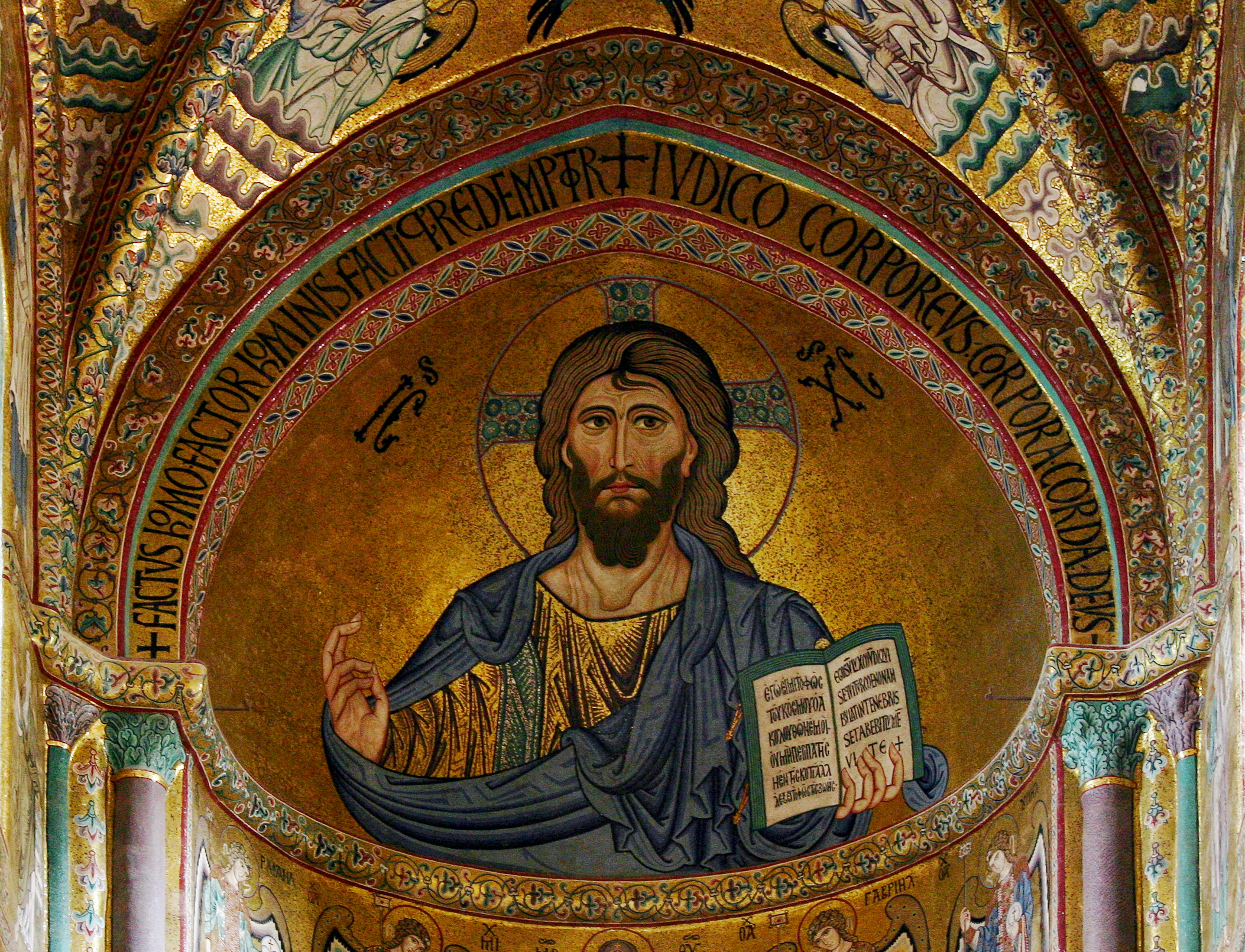
La celebre volta mosaicale al Duomo di Cefalù raffigurante il Cristo Pantocratore.

Il mosaico è una tecnica di decorazione artistica parietale o pavimentale. Si tratta di una tecnica policroma, ottenuta mediante l'utilizzo di tessere, costituite da frammenti di materiali lapidei  o di altro genere, nata in Mesopotamia ed esportata nel mondo dell'antichità durante il periodo della dominazione ellenistica e romana. Le tessere di diversa natura e colore (pietre, vetro, conchiglie), sono decorate con oro e pietre preziose e composte in figure geometriche o naturalistiche. Le opere bizantine o i mosaici, risalgono al V secolo d.C.

## Storia
Il mosaico nasce prima di tutto con intenti pratici più che estetici: l'argilla smaltata o i ciottoli venivano impiegati per ricoprire e proteggere i muri o i pavimenti in terra battuta.
Risalgono al 3000 a.C. le prime decorazioni a coni di argilla dalla base smaltata di diversi colori, impiegate dai Sumeri per proteggere la muratura in mattoni crudi.
Nel II millennio a.C., in area minoico-micenea, si iniziò ad usare, in alternativa all'uso dei tappeti, una pavimentazione a ciottoli che dava maggiore resistenza al calpestio e rendeva il pavimento stesso impermeabile, il che si ritrova anche in Grecia nel V secolo a.C.

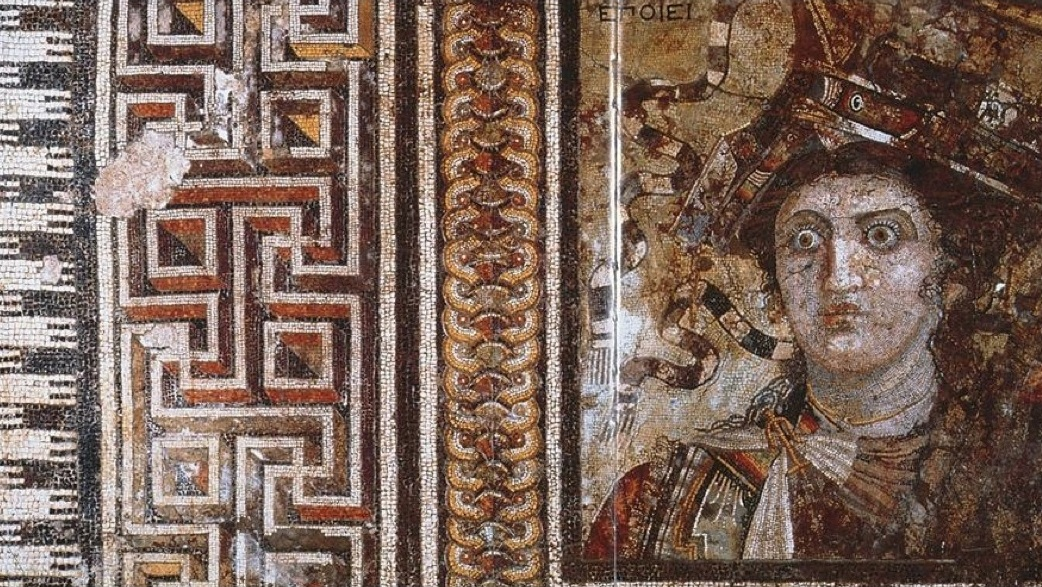
Mosaico da Thmuis, in Egitto, dell'artista ellenistico Sophilos, 200 a.C. circa (Museo greco-romano di Alessandria d'Egitto).

A partire dal IV secolo a.C., vengono utilizzati cubetti di marmo, onice e pietre varie, che hanno maggiore precisione dei ciottoli, fino ad arrivare, nel III secolo a.C., all'introduzione di tessere tagliate.
Le prime testimonianze di un mosaico a tessere a Roma si datano attorno alla fine del III secolo a.C., per impermeabilizzare il pavimento di terra battuta. Successivamente, con l'espansione in Grecia e in Egitto, si svilupperà un interesse per la ricerca estetica e la raffinatezza delle composizioni.
Inizialmente le maestranze provenivano dalla Grecia e portavano con sé tecniche di lavorazione e soggetti dal repertorio musivo ellenistico, ma il mosaico romano diventerà poi indipendente, diffondendosi in tutto l'Impero: si preferiscono temi figurativi per lo più stereotipati, ma soprattutto motivi geometrici, arabeschi e vegetazione stilizzata.

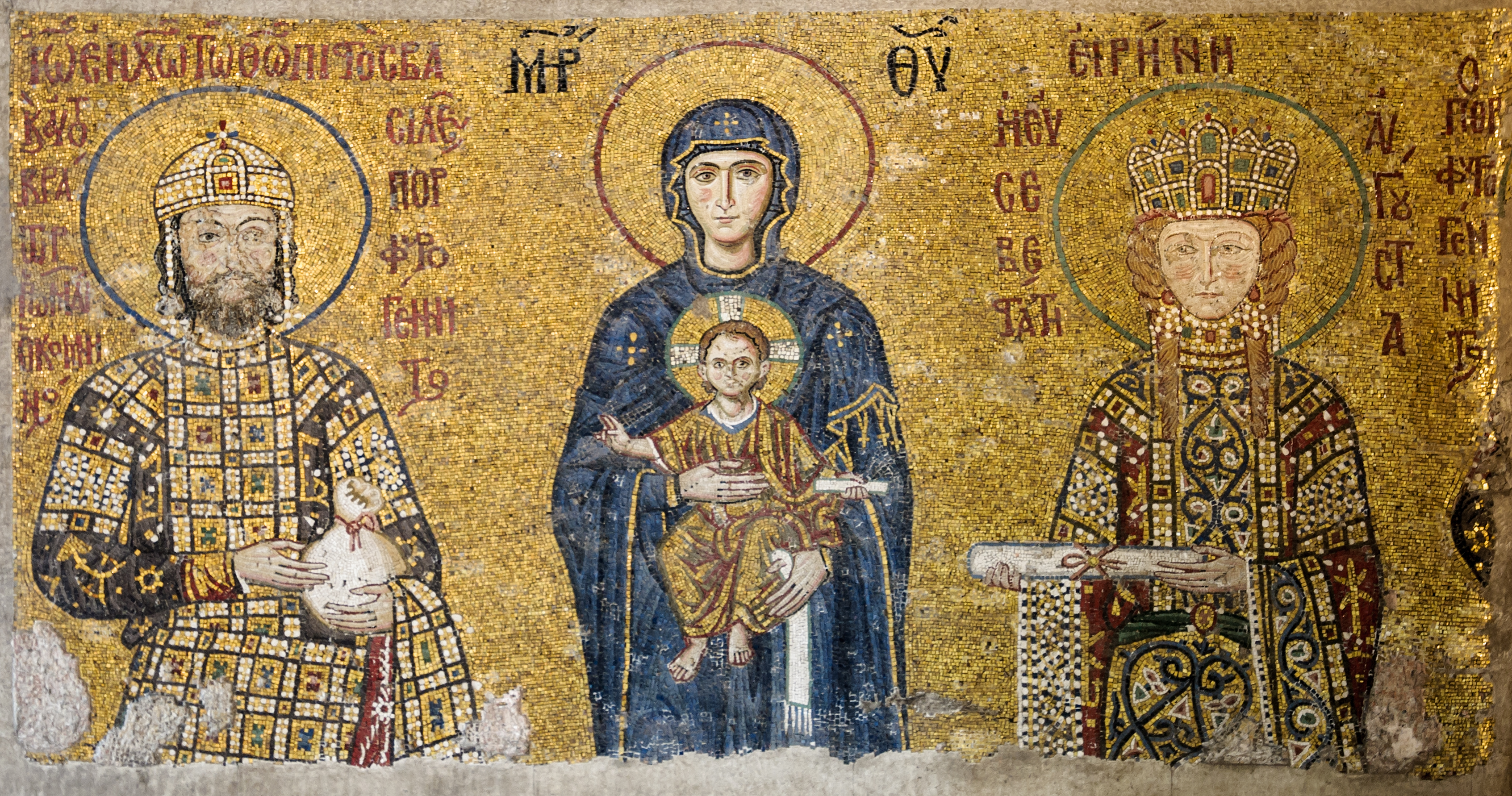
Giovanni II e sua moglie Piroska. Mosaico all'interno di Santa Sofia.

Nel periodo imperiale avanzato il mosaico conobbe le sue espressioni più fulgide come dimostratoci dai ritrovamenti archeologici sia in occidente che in oriente. Si ricordano solo a titolo di esempio la Battaglia di Isso a Pompei, i mosaici di Villa del Casale in Sicilia e Zeugma sull'Eufrate. I temi di questi mosaici sono legati ad episodi storici famosi, alla mitologia classica, a scene di teatro o di vita quotidiana. Di periodo tardo imperiale sono anche i mosaici dell'area alto-adriatica: Altino e Aquileia. Quelli della basilica di Aquileia sono antichi esempi del mosaico con temi cristiani. La tradizione del mosaico continua con nuovi stilemi nel periodo bizantino. Tra le più alte espressioni, si ricordano le chiese di Ravenna, in particolare la basilica di San Vitale e quella di Santa Sofia a Costantinopoli. Di tradizione più tarda sono quelli del Torcello. Di influsso greco-bizantino sono anche i numerosi mosaici presenti nell'area mediorientale, tradizione che continuerà parzialmente con stilemi ancora diversi nel periodo del califfato omayyade.
Nell'arte romanica il mosaico non ha ruolo dominante per motivi economici e gli si preferisce l'affresco come decorazione parietale. Viene invece utilizzato per le superfici pavimentali, e vive il suo apice nel XII secolo, come testimonia il mosaico del Duomo di Otranto, risalente al 1163-1165. In Sicilia, invece, l'arte musiva assume una sua centralità nella ricca arte arabo-normanna delle cattedrali di Monreale e Cefalù, nella Cappella Palatina, nella chiesa della Martorana e nel Palazzo dei Normanni a Palermo.
Tra il XI ed il XII secolo ha particolare sviluppo lo stile cosmatesco a Roma e in Italia centrale. La produzione sempre più vasta di piastrelle di ceramica verniciate sostituirà il mosaico pavimentale per il costo nettamente inferiore.

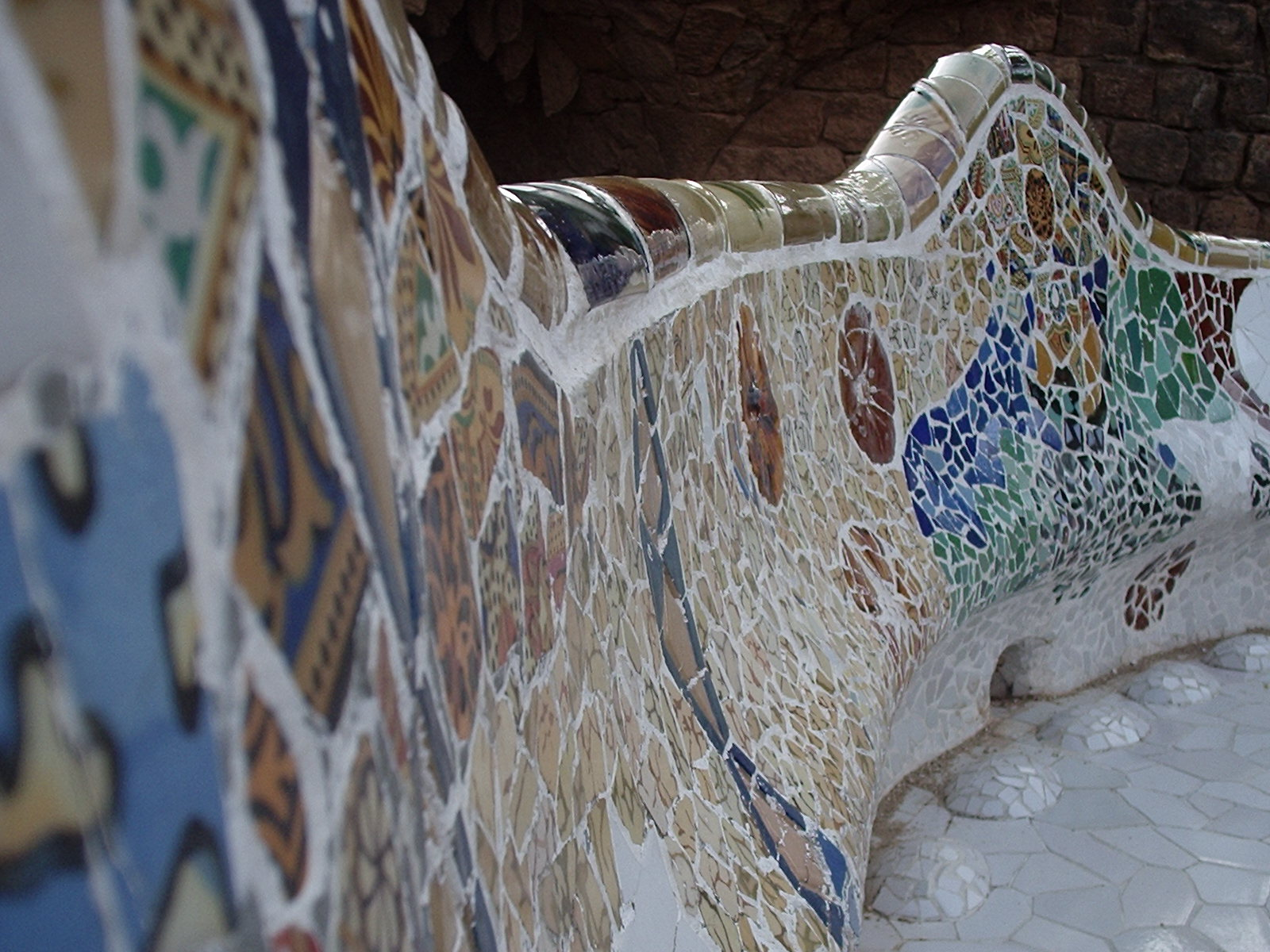
Un particolare di Parco Güell di Antoni Gaudí.

Nel Rinascimento il mosaico non è più mezzo creativo autonomo ma diventa virtuosismo: l'unico interesse è per l'apparente eternità del materiale musivo per rendere immortale l'opera pittorica.
In epoca manierista e barocca diventa definitivamente subordinato all'architettura e alla pittura: nel primo caso è utilizzato come rivestimento pavimentale, con preferenze per l'opus sectile e la palladiana; nel secondo caso viene preferito solo per la sua maggiore durata nel tempo e resistenza alle intemperie, per cui si trova soprattutto sulle facciate dei palazzi.
Il Novecento è il secolo che segna la rinascita del mosaico, in seguito alle esperienze di Impressionismo e Divisionismo, con cui ha in comune il frazionamento del colore, con l'avvicinamento a Espressionismo e Astrattismo per la semplificazione della forma e alla netta scansione cromatica, ma soprattutto grazie alla nascita del Liberty e del Decò, che lo solleveranno dal ruolo di arte secondaria. In particolare, si ricordano Antoni Gaudí e Gustav Klimt per l'uso innovativo di questa tecnica ormai millenaria.

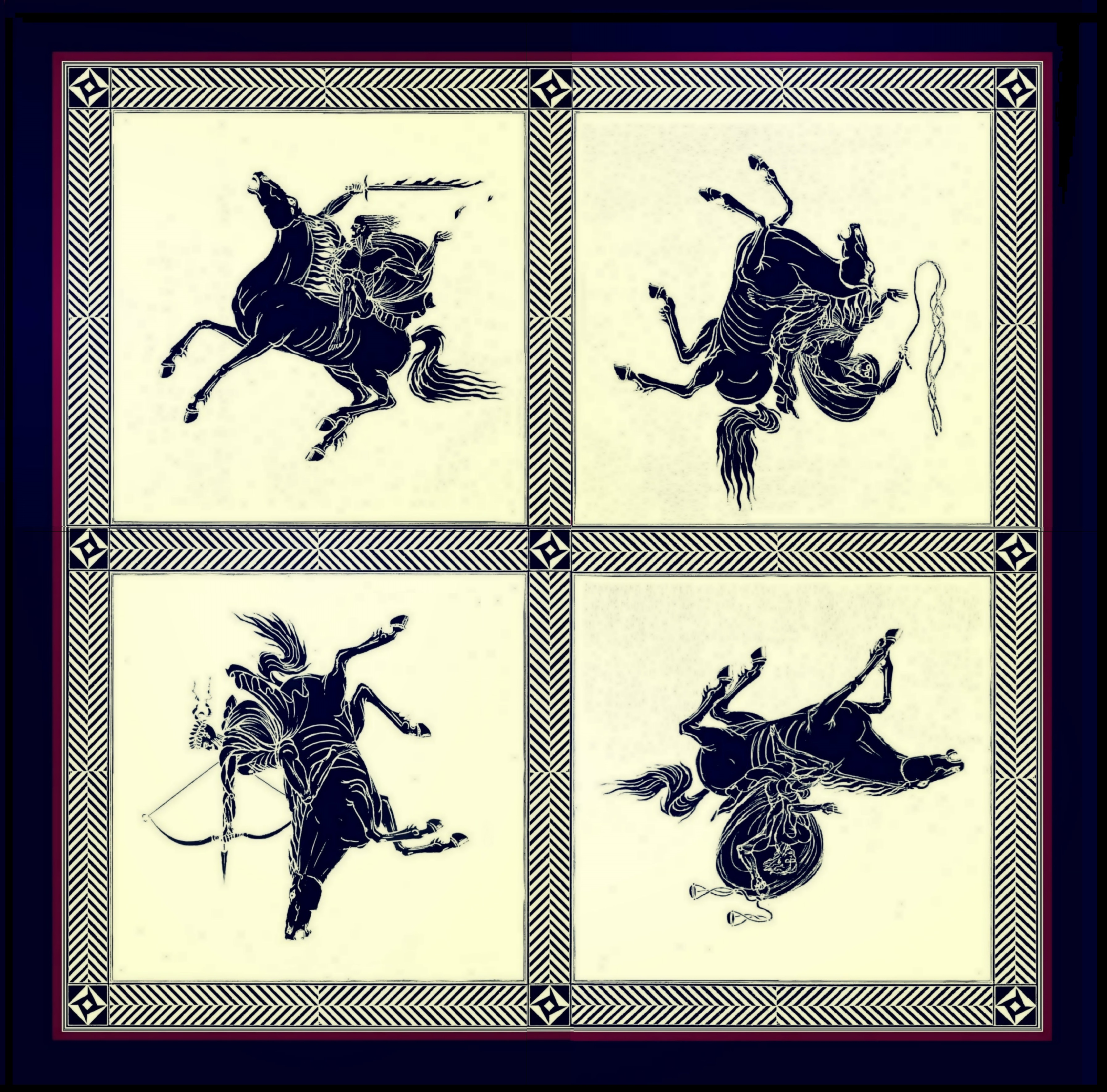
Cavalieri dell'Apocalisse, di Arnaldo Dell'Ira, progetto di mosaico per una "Scuola di Guerra", 1939-1940.

Per i suoi monumentali precedenti storici e in quanto tecnica duratura nel tempo, già nel XIX secolo il mosaico è stato riscoperto come arte adatta a comunicare contenuti sacrali e politici (in Germania negli anni '80 la Cappella Palatina di Aquisgrana antico luogo di incoronazione degli imperatori del Sacro Romano Impero, viene interamente ricoperta di nuovi mosaici, così come il nartece della Kaiser-Wilhelm-Gedächtniskirche di Berlino, dove compaiono riuniti gli imperatori tedeschi del passato e del presente), ma sarà nel XX secolo, con i regimi autoritari degli anni '30, che il mosaico vivrà un vero e proprio revival come medium privilegiato delle aspirazioni al potere assoluto, all'incondizionato e all'eterno, tipici della propaganda dell'epoca (mosaici del Foro Italico a Roma, Mosaiksaal della Nuova Cancelleria del Reich a Berlino).
Pur avendo nobili e antiche origini il mosaico è tuttora un'arte praticata in tutto il mondo. In Italia naturalmente il centro del mosaico contemporaneo resta Ravenna, dove ha luogo la Biennale di Mosaico Contemporaneo. Alla fine del 2005 il Centro internazionale di documentazione sul mosaico ha creato anche un archivio online intitolato Databank Mosaicisti Contemporanei, una vera e propria banca dati dei mosaicisti contemporanei per cercare informazioni e immagini relative ai mosaicisti, ai laboratori e alle loro attività artistiche.

## Tecniche

### Le tessere
Si possono adottare molti tipi di materiali, che permettono effetti diversi ed hanno ciascuno i propri vantaggi.
- i ciottoli;
- la pasta di vetro: effetto di trasparenza;
- i quadrati d'arenaria: taglio facile e resistenti al freddo;
- la ceramica smaltata: grande gamma di colori, ma di difficile conservazione;
- il marmo: numerosi colori, grande resistenza, ma molto pesante;
- l'oro e l'argento: si inserisce uno strato d'oro o di argento in una tessera di vetro; lo strato è protetto e si ha un effetto di luminosità;
- il vetro soffiato: effetto di trasparenza più sfocato.

### I supporti
Il supporto più diffuso è il calcestruzzo (sabbia e cemento) dato il suo basso costo e la sua adattabilità a vari contesti. Si pone sulla parete una rete, quindi uno strato di calcestruzzo almeno di 13mm di spessore, così da proteggere il mosaico dalla fessurazione.
Si possono usare altri supporti, come il legno (lo si rende impermeabile grazie ad un trattamento chimico, o immergendolo in olio bollente), il vetro, le fibre di legno premute e fissate (epoca contemporanea), o il compensato (epoca contemporanea).

### Le colle
I Romani usavano fissare le tessere anche con la cera, che si è rivelata un ottimo collante. Molti mosaici di Piazza Armerina in Sicilia sono appunto stati fissati con questa tecnica e sono ancora saldi alle intonacature.
La più utilizzata è certamente la malta. È applicabile su tutte le superfici, si può aggiungere calce per rallentare il tempo di presa.
Si utilizzano anche adesivi a base di cemento, che sono concepiti in funzione del supporto, con vari tempi di presa. L'impiego di due tipi di colla bianca (normale e solubile in acqua) è anche frequente. Infine, in epoca contemporanea si constata l'utilizzo di adesivo siliconico.

### Messa in opera del mosaico
Esistono tre metodi diversi:
- il metodo diretto: è il più semplice e il più rapido: dopo avere effettuato un disegno a carboncino sul supporto, si applica uno strato poco spesso di adesivo sulle zone da lavorare. Si dispongono inizialmente le tessere più grandi, quindi si inseriscono le più piccole; questa disposizione è realizzata dell'esterno verso l'interno. In seguito si applica uno strato di cemento (per le giunzioni tra le tessere) che si asporta dopo essiccazione.
- Il metodo indiretto: si attaccano le tessere alla rovescia su un supporto provvisorio, per ottenere una superficie piana. Quindi si incolla il tutto sul supporto definitivo, e si toglie il fondo provvisorio. Il supporto provvisorio raccomandato nei manuali è molto spesso la carta Kraft. Questo tipo di carta è sensibile all'adesivo solubile in acqua e si deforma. Le tessere incollate sulle convessità si troveranno nelle concavità una volta che si sarà attaccato l'insieme sul supporto definitivo. Il poliestere non impermeabile (completamente insensibile all'adesivo solubile in acqua) dà risultati migliori e si disincolla molto facilmente per il semplice fatto che l'acqua contenuta nelle giunzioni o il cemento adesivo ha rammollito l'adesivo solubile in acqua.
- Il metodo doppio: è una combinazione dei metodi diretti ed indiretti.

## Materiali

### Pietre naturali

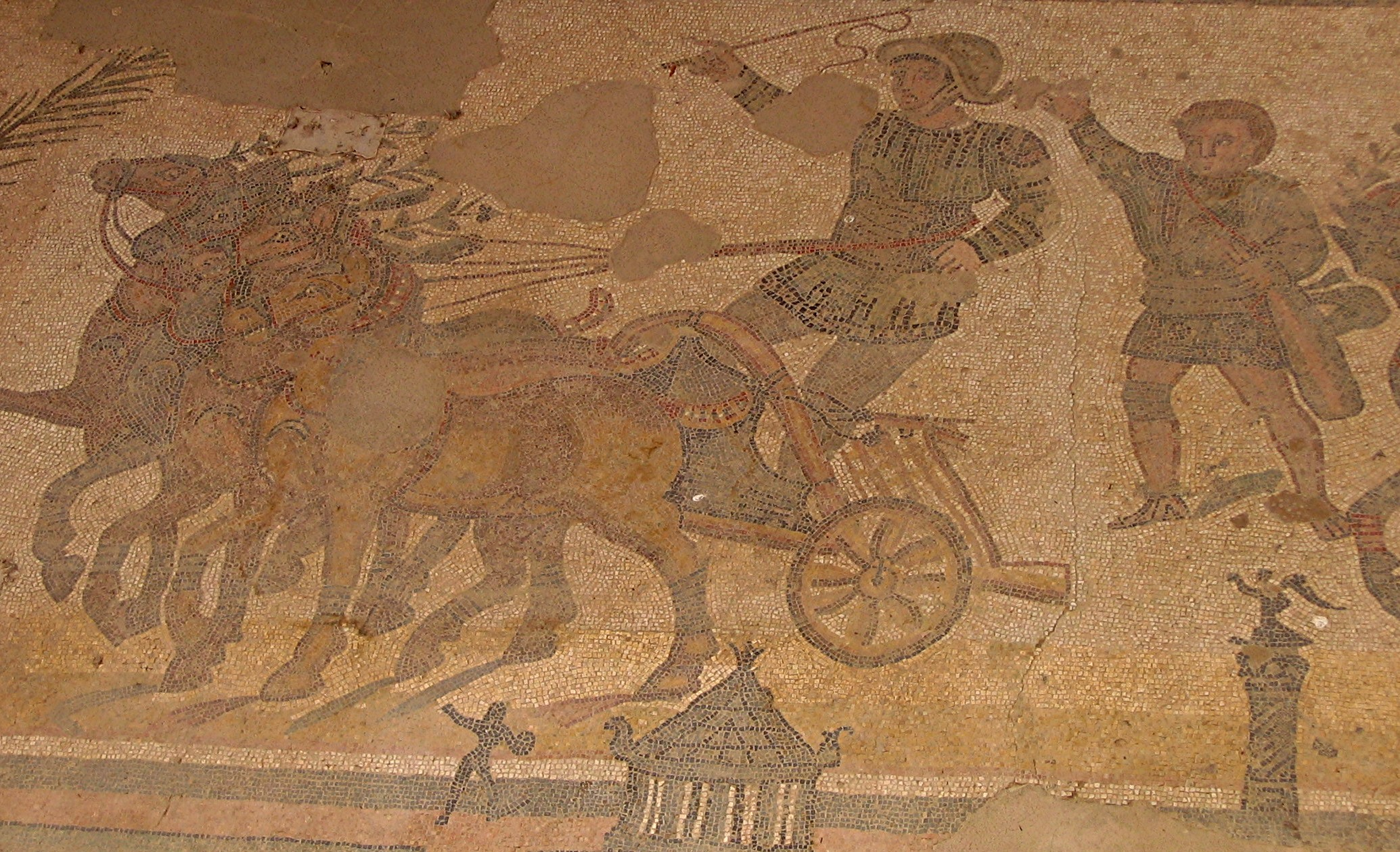
Quadriga. Mosaico del ginnasio della Villa del Casale, Piazza Armerina, Sicilia, III/IV secolo.

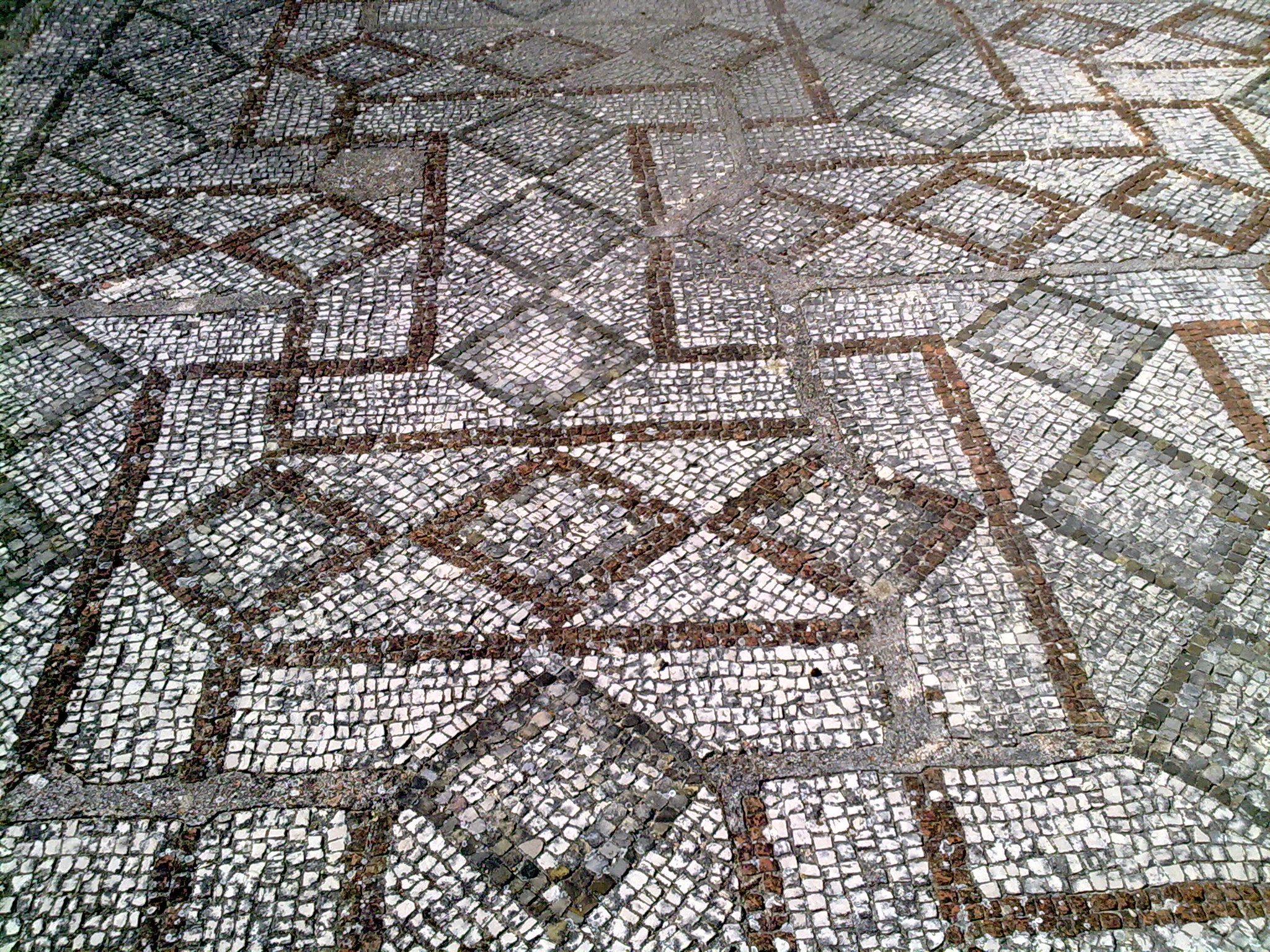
Mosaico della Basilica di San Leucio a Canosa di Puglia.

Risalgono al IV secolo a.C. mosaici greci e romani di pietre naturali, ciottoli di fiumi e marmi di cava.
Le tessere lapidee venivano utilizzate prevalentemente nei mosaici pavimentali per la loro resistenza all'uso e perché possono essere levigate e lucidate. Tuttavia erano usate anche nei mosaici parietali per la varietà dei colori presenti in natura.
Si trovano in opera pietre di diverso pregio a seconda delle necessità estetiche o tecniche, per esempio il colore, la lavorabilità e i costi. La lavorabilità è una caratteristica determinante, che comprende la spaccabilità, ovvero la qualità specifica delle pietre a spaccarsi in un certo modo sotto i colpi della martellina: la frattura prodotta non deve essere né conoide né scheggiata.
Le pietre più usate nei mosaici sono i calcari, calcite pura o mescolata a minerali, perché più facili da lavorare e perché presentano più colori. È preferibile tuttavia utilizzarli in ambienti riparati o all'interno degli edifici, perché sotto l'azione degli agenti atmosferici il colore si altera: il nero diventa grigio e il rosso diventa giallo. Si trovano anche graniti, porfidi e alabastri dall'Egitto; sieniti; breccia rosso Levanto e verde prato; marmo rosso di Castelpoggio o rosso antico e bianco di Carrara; marmi bianchi, verdi, rossi e neri dalla Grecia; dall'Asia il marmo Palombino e Pavonazzetto.
Per i colori che sono più difficili da reperire in natura ma anche per ragioni economiche, si producevano smalti, come per giallo e blu, oppure si cuoceva l'argilla fino a vetrificazione, per il rosso. Talvolta si esponevano alla fiamma i marmi per ottenere sfumature di colore diverse: questo procedimento contribuisce anche a una migliore conservazione nel tempo.
Fino al I secolo d.C. si preferiscono materiali locali, solitamente calcari, tufo, selce. Solo in epoca imperiale si importano materiali pregiati per motivi estetici o per ostentare sfarzo, mentre dopo la caduta dell'Impero si continuano a utilizzare materiali pregiati ottenuti da spoliazioni di edifici già esistenti, fino al XIX secolo, quando cominciano ad essere applicate le prime teorie del restauro conservativo.

### Vetri e smalti
Hanno grande fascino, per le sorprendenti e meravigliose suggestioni di luce che producono. Vengono prodotti per la mancanza di colori particolari in natura, oppure per creare superfici brillanti e resistenti all'acqua. Possono essere utilizzati per mosaici prevalentemente parietali, data la scarsa resistenza all'usura che li rende fortemente deperibili se sottoposti a calpestio. L'unica eccezione è costituita dalle tessere a foglia metallica che possono essere impiegate anche nella pavimentazione.

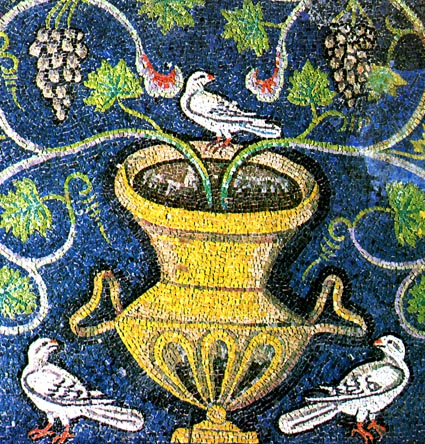
Mosaico nella Basilica di San Vitale a Ravenna.

Specialmente in Egitto, erano associati alla lavorazione delle perle, colorate in verde e turchese. A Roma, solo sotto Augusto la fabbricazione di smalti ha notevoli proporzioni: ad Aquileia si trova un èmblema della Nereide su toro marino, costituito da smalti verdi e azzurri per ottenere gli effetti di trasparenza e rifrazione dell'acqua.
Nel XII secolo il monaco Teofilo descrive diverse specie di vetro colorato, opaco come il marmo.
Nel 1203, Venezia chiama i maestri vetrai di Costantinopoli e dà inizio alle fabbriche veneziane del vetro. La produzione di tessere musive vitree e metalliche a Venezia scompare verso la metà del XIII secolo e viene reintrodotta da Lorenzo Radi nell'Ottocento, con la riscoperta di segreti perduti, la sperimentazione di nuovi materiali e l'introduzione della lavorazione del mosaico a rovescio.
Angelo Orsoni contribuisce alle innovazioni con l'introduzione del riscaldamento a carbone e del rullo per pressare il vetro.
Gli esperimenti con materiali nuovi danno origine però a smalti poco resistenti: a San Marco i mosaici dell'Ottocento sono più rovinati di quelli antichi.

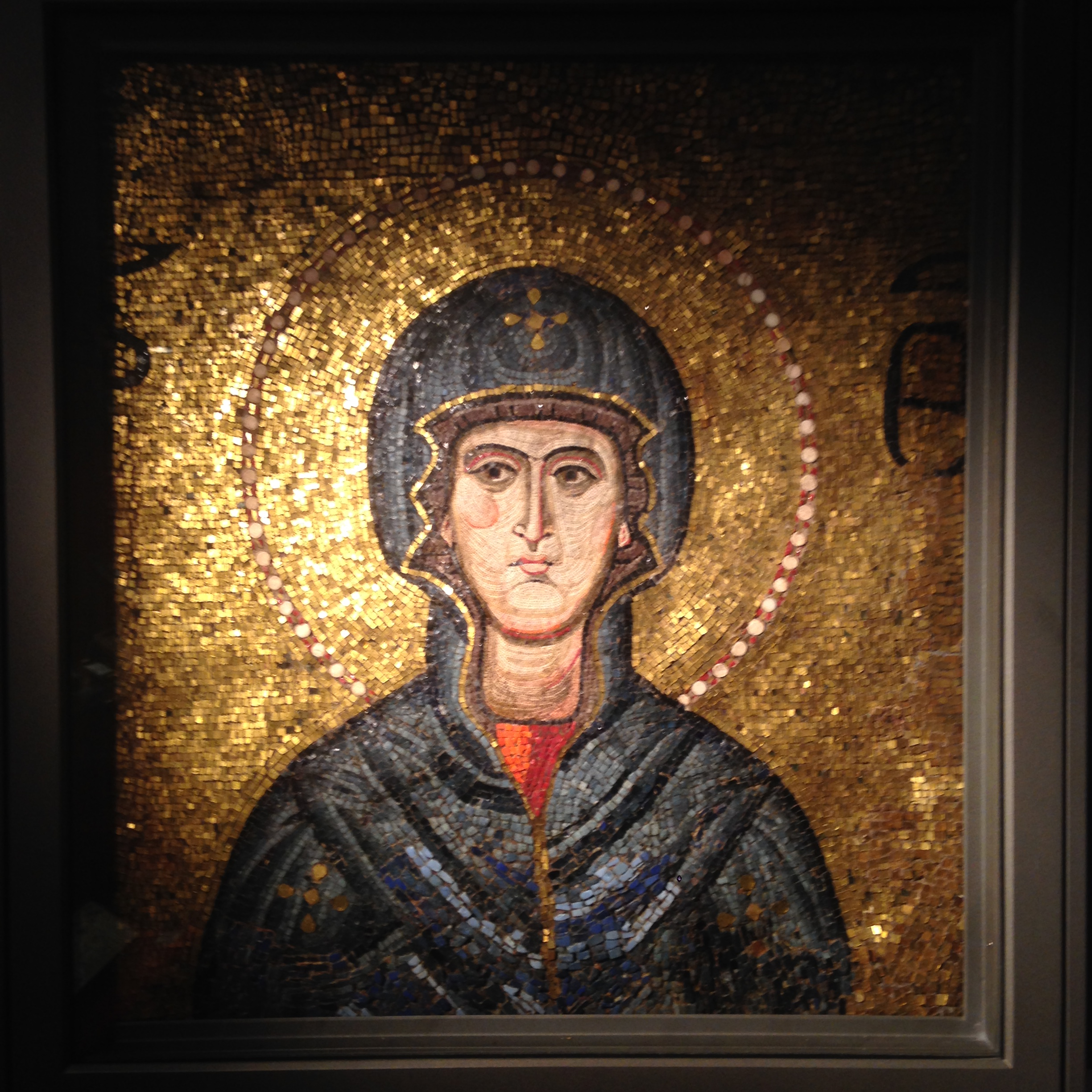
Madonna, mosaico, fine XI-inizio XII, esposto al Museo civico medievale di Bologna.

Si distinguono diverse tipologie di tessere a matrice vetrosa:
- tessere in vetro omogeneo: tessere di colore omogeneo intenso nero, blu, viola, marrone e verde che impedisce la trasparenza e quindi la visione della malta di allettamento sottostante.
- tessere in pasta vitrea: tessere di vetro colorato nel quale sono disperse fasi (parti omogenee di un sistema che risultano delimitate da una superficie di separazione fisicamente definita, come ad esempio olio più acqua) cristalline o gassose per ridurne la trasparenza e modificarne la tonalità di colore. Possono essere semitrasparenti o opache; si producono in 4 o 5 toni di colore; le più intensamente colorate sono costituite da vetro trasparente, perché la colorazione impedisce di vedere la malta di fondo, mentre le gradazioni più chiare sono ottenute con la dispersione di un minerale cristallino bianco che aumenta l'opacità, con minor quantità di colorante.
- tessere opache: tessere in pasta vitrea nelle quali l'abbondanza di fasi cristalline rende completamente opaco il vetro.
- smalti: tessere traslucide e opache più brillanti e luminose in cui l'effetto di lucentezza è dovuto all'ossido di piombo: per questo sono detti anche vetri al piombo. Sono costituiti da una massa vetrosa portante in sospensione una dispersione colloidale di ossidi di vari metalli con funzione colorante, opacizzante e ossidante. Nel XV secolo a Venezia si producono nuovi materiali con colore intenso e maggiore gamma tonale: sono diversi dalle paste vitree per le superfici più brillanti e per la maggior facilità di taglio. La componente fondamentale è la silice, con aggiunta di fondenti per abbassare la temperatura di fusione: in passato si usava, fino al IX - X secolo, il sodio contenuto nel Natron (sesquicarbonato di sodio) proveniente da depositi egiziani; poi ceneri sodiche di piante litoranee, che contengono anche potassio, ma che rendono il vetro facilmente alterabile. Si aggiungono anche stabilizzanti, come ossidi alcalino-terrosi (ossido di calcio e di magnesio) o ossido di piombo, e formatori e modificatori, come ossido di alluminio per la colorazione e la rifrazione, o ferro, rame, cobalto, manganese, antimonio e stagno. È fondamentale l'aggiunta di ossido di piombo (10-50%) sotto forma di minio o litargirio, per avere maggior brillantezza, facilità di taglio senza scheggiature, superfici più lucide e una maggiore gamma di colori.
La colorazione avviene in due modi:

1. aggiunta di quantità relativamente piccole di ossidi di elementi cromofori: cobalto per il blu, rame per il turchese, oro colloidale per il rosso, manganese per violetto e marrone, ferro per verde chiaro, azzurro e ambra, cromo per giallo e verde, selenio per rosa e rosso.
2. presenza di sistemi colloidali di particelle insolubili, ossia di pigmenti stabili ad alte temperature: questo sistema è però meno stabile e dà risultati di minor qualità.

- tessere a foglia metallica: tessere nelle quali una sottile lamina di metallo battuto (oro, argento e loro leghe) è fissata a caldo fra due strati di vetro detti supporto (di qualche millimetro di spessore) e cartellina (di spessore più ridotto, anche inferiore al millimetro, ricopre la foglia metallica per proteggerla da ossidazione o distacco e per aumentarne la lucentezza). Risalgono ai vetri cimiteriali dei primi cristiani, fissati nella calce; la foglia veniva applicata al vetro con resina e protetta con vetro incolore. Teofilo tramanda che in epoca Bizantina la foglia era applicata su vetro, cosparsa di polvere di vetro, quindi rimessa in forno: questo non era possibile perché si formerebbero delle bolle.

A Venezia, nella prima metà del Quattrocento, la foglia veniva applicata a caldo sulla lastra e protetta da vetro soffiato direttamente sopra: questo dava una perfetta aderenza, uno spessore uniforme e il tono di colore voluto. Oggi le foglie hanno spessore di 0,15 µm (=0,15 millesimi di millimetro): 20 g corrispondono a 1 cm³, cioè a 6m². Il supporto ha uno spessore di 5–10mm; su questo si appoggia la foglia, fatta aderire con acqua distillata, e poi la cartellina, di 0,1–1mm: il tutto viene scaldato nel forno fino al rammollimento dei vetri ma senza raggiungere la temperatura di fusione del metallo (960 °C per l'argento, 1063 °C per l'oro). Si tratta di un procedimento difficile, sia per rendere omogenea la pasta di fondo e la cartellina, sia per l'adesione della foglia durante il riscaldamento: se si usa un adesivo organico (come l'albume) questo si decompone producendo gas. Per fissare chimicamente il metallo al vetro, sul metallo deve formarsi dell'ossido: l'oro e l'argento si ossidano difficilmente, soprattutto l'oro; inoltre la diversa costituzione di metallo e vetro impedisce al vetro di aderire. È necessaria l'assoluta pulizia delle superfici, cosa che in fornace risulta molto difficile. Il raffreddamento, poi, crea tensioni tra metallo e vetro per la diversa contrazione dei materiali, provocando in alcuni casi il distacco della cartellina.
- paste vitree filate: dette anche "mosaico filato", sono costituite da barrette o "teche" ottenute filando il vetro fuso. Nei sec XVI e XVII l'operazione avveniva in fornace: una volta avvenuta la fusione del vetro, questo, anziché essere pressato, veniva colato in cataletti chiamati "trafile", di dimensioni e sezioni diverse. Le teche venivano quindi ricotte e temperate. Dal XIX secolo si preferisce invece la fusione alla fiamma: al posto dello smalto si utilizzano le "madritinte", ovvero paste vitree con un'alta densità di ossidi coloranti. Per ottenere il colore desiderato, si pongono più madritinte, a piccoli pezzi, in un crogiolo, che vengono fuse con una fiamma che raggiunge i 1000 °C, amalgamando bene la massa con "puntelli" metallici. Il fuso così ottenuto viene posto su una pietra refrattaria e pressato fino a dargli la forma voluta, rettangolare, triangolare, ecc., per poi essere nuovamente posto alla fiamma e tirato fino allo spessore voluto. Le teche possono raggiungere anche i 3m di lunghezza, con diametro da 5mm a meno di 1mm. Non richiedono ricottura.

### Materiali organici
Certi artisti contemporanei hanno usato la tecnica del mosaico allontanandosi dall'uso dei materiali tradizionali con l'utilizzo di sostanze organiche sia nel loro aspetto naturale che preventivamente colorate.
Un esempio: Aldo Mondino per le sue opere della serie Raccolti in preghiera ha utilizzato semi e legumi: mais, grano, caffè, fagioli, piselli. In altri lavori (Biennale di Venezia, 1993) le tessere sono costituite da zollette di zucchero o cioccolatini.
Il riso nelle sue varie forme e colorazioni è invece il materiale con cui vengono realizzati i mosaici per la mostra internazionale Risalto che si svolge a Camino.

## Tecniche di esecuzione

### Mosaici parietali
Sul muro grezzo si stendeva l'arriccio, poi uno strato di malta (materiale) fine, costituita da marmo, calce e pozzolana.
A San Marco si faceva uso di chiodi, anche 37 alm², per sostenere il mosaico: col tempo si è capito che non servono e inoltre ostacolano i restauri.
Nel XII e XIV secolo, a Firenze, si usano calce, polvere di marmo, tufo e gomme. Il Vasari tramanda una ricetta composta da calce, travertino, cocciopesto e albume: la calce aggiunta all'albume costituisce un cemento durissimo.

#### Metodo diretto
È il metodo classico: viene eseguito in sito, nelle condizioni di luce nelle quali l'opera verrà vista, importante soprattutto per l'effetto dell'oro. È possibile anche la prefabbricazione su pannelli in cemento armato spessi 2 cm, rinforzati da rete metallica; in tal caso il mosaico viene eseguito in laboratorio e montato con grappe di ottone.

#### Metodo indiretto

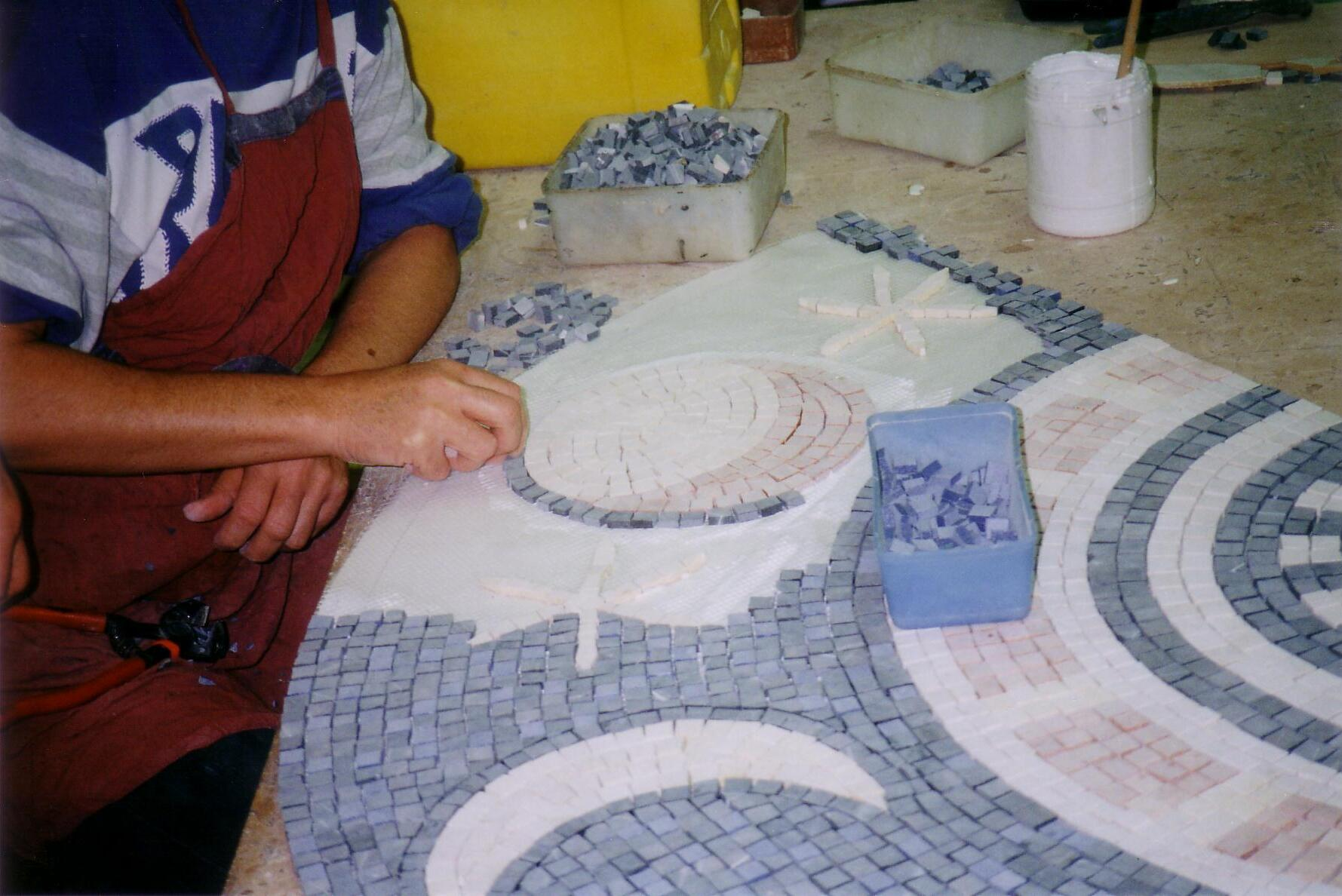
Un mosaicista al lavoro.

Il mosaico viene preparato in laboratorio, con le tessere capovolte incollate con la colla di farina su fogli di carta o tela: è adatto per superfici piane, come pavimenti e rivestimenti di piscine, poiché le tessere risulteranno sullo stesso livello e avranno la stessa angolazione. Se il mosaico sarà di grandi dimensioni, la superficie verrà scomposta in parti più piccole e maneggevoli, con il perimetro che segue la decorazione o comunque con contorni frastagliati per mimetizzare meglio i giunti.
Il mosaico o le sue sezioni vengono collocate sullo strato di malta o legante ancora fresco e poi battuto con un apposito strumento chiamato "batti", fino a che il legante non sia penetrato attraverso tutti gli interstizi fra le tessere. A questo punto si può asportare la carta e portare così alla luce il mosaico finito.

#### Sistema a rivoltatura
Diffuso dal XIX secolo, è più preciso del metodo indiretto e consente una maggiore ricchezza di dettagli. Dentro una cassetta di legno, delle dimensioni del lavoro finale o di una delle sue sezioni, con il fondo impermeabilizzato, si stende uno strato di argilla miscelata a pozzolana bagnata. Su questo si traccia il disegno preparatorio e vi si inseriscono direttamente le tessere. Una volta ultimato il mosaico, lo si ricopre con dei velatini di garza, eventualmente rinforzati con tela di canapa, fatti aderire con colla di farina o di amido. Non appena i velatini sono asciutti, si può rivoltare il mosaico, liberarlo dalla cassetta e asportare l'argilla, pulendo accuratamente le tessere. Il mosaico viene così trasferito sulla parete di supporto, come nel caso del metodo indiretto.

### Mosaici pavimentali
In Grecia si scavava il suolo fino a 2m di profondità; veniva gettato uno strato di cementante con ciottoli e schegge di pietra per ottenere uno strato convesso, quindi un impasto di calce, sabbia e cenere spesso 15 cm, ben livellato; infine veniva posto il mosaico. Questo sistema era molto stabile.
I Romani usavano livellare la superficie, comprimere il suolo per una maggiore consistenza, quindi sistemare uno strato di ciottoli e pozzolana e uno di pozzolana e schegge di mattone, che venivano compressi; un successivo strato di calce, pozzolana e polvere di marmo la quale costituiva la base per il mosaico. Questo strato umido di malta è composta da materiali diversi con diverse quantità e granulazioni .Esse dipendono dal tipo di ordito, tipo di tessere, e tipo di utilizzo del tappeto musivo realizzato. Quindi si può scientificamente dire che ogni sottofondo musivo è tecnologicamente diverso e unico.
In epoca Bizantina si preferiva uno strato di mattoni accostati, ricoperto poi con pezzi di mattone, ghiaia, calce, pozzolana, mentre a Venezia veniva gettata una base di 10 cm di calce e pozzolana e un altro strato di 4 cm per allettare le tessere.

### Mosaici su supporto autoportante
L'uso di questi supporti è documentato già in epoca romana: si tratta degli emblèmata, mosaici realizzati su lastre di pietra, legno, rame, ottone o terracotta, inserite successivamente nelle superfici da decorare, o delle icone portatili di epoca bizantina. Decorazioni musive si trovano anche su oggetti di arredamento, liturgico o profano, come altari, pulpiti, tavoli.
Il supporto può essere a "cassina", ovvero avere una cornice rialzata, oppure liscio, nel caso il mosaico vada inserito su una parete o appeso.
Il legante può essere costituito da calce spenta e polvere di mattone e di marmo, mescolate con acqua ed eventualmente olii o resine; stucco a olio; cera, bitume e pece greca, mescolati fra loro.

### Sinopia e disegno preparatorio
La sinopia ha la stessa funzione che nell'affresco: definire la ripartizione degli spazi e creare una guida durante l'esecuzione.
Viene tracciata sull'ultimo strato di preparazione, prima del legante vero e proprio, con colori rosso o nero stemperati in acqua o incidendo la malta fresca.
Lo strato di legante viene steso a giornate, per evitare che asciughi prima che tutte le tessere siano state collocate. Su questo strato si riporta il disegno definitivo mediante cartone o spolvero: talvolta si completa con campiture sia come riferimento per i colori da utilizzare sia per portare a tono la malta che resterà in vista negli interstizi.
Negli emblèmata veniva utilizzata una tecnica particolare: sul supporto viene colato uno strato di gesso, sul quale si appronta il disegno preparatorio. Il gesso viene poi rimosso a piccole sezioni, all'interno delle quali viene steso il legante. Il gesso che resta attorno alla zona rimossa servirà da contenimento al mosaico in fieri.

### Leganti

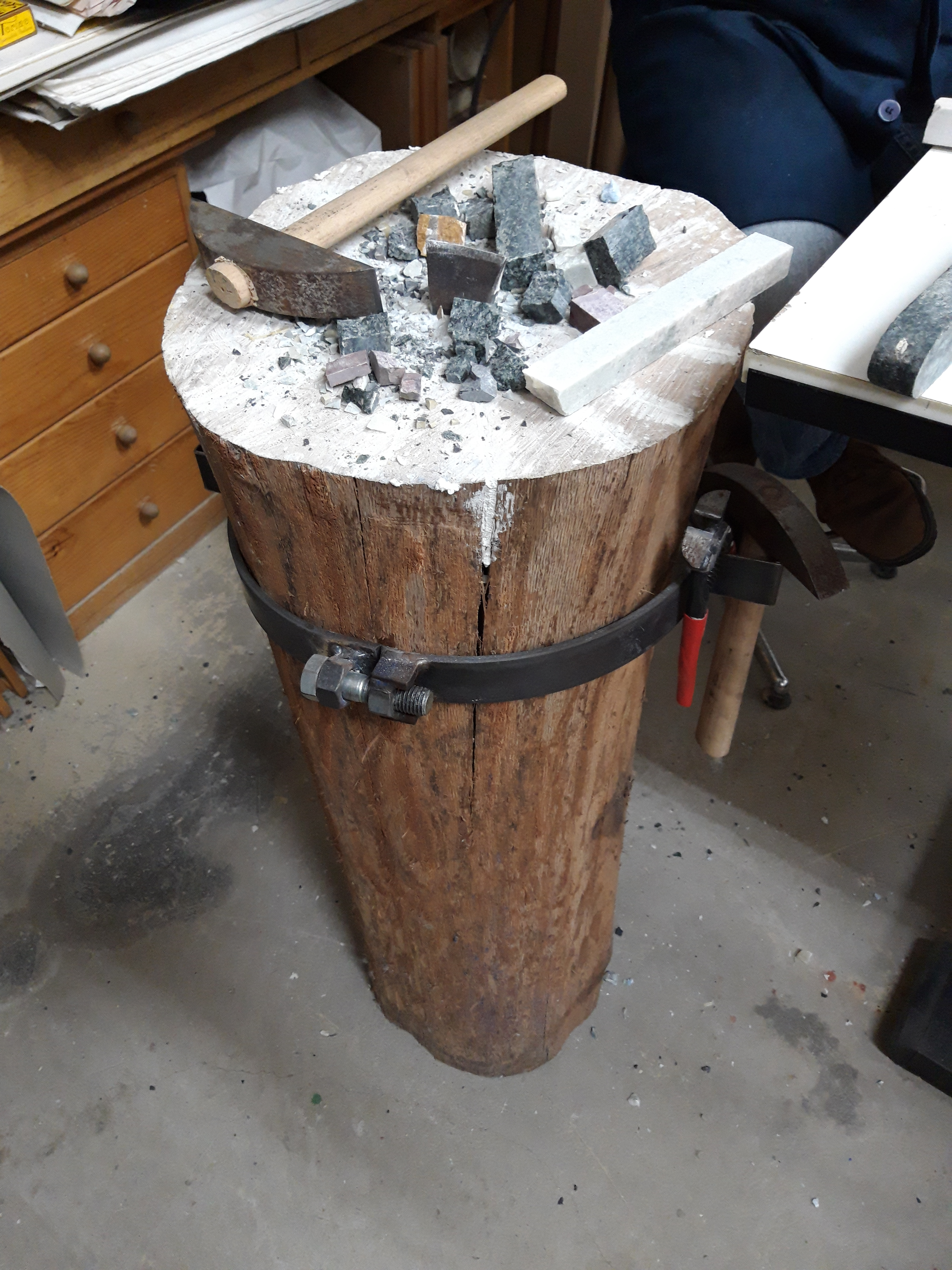
Esempio di ceppo in legno con martellina e tagliolo, utilizzati per il taglio delle tessere nella costruzione di un mosaico

In antichità si usavano resine vegetali o bituminose, come anche il gesso o miscele di calce e cocciopesto o polvere di marmo o sabbia.
Nel 1800 si riprende lo stucco a olio, usato nel Rinascimento, e viene introdotto il cemento Portland. Oggi esistono in commercio svariati tipi di colle, stucchi e malte, anche se alcuni mosaicisti preferiscono prepararsi da sé l'intonaco tradizionale, con calce e sabbia fine.

### Inserimento delle tessere
Le tessere vengono tagliate alla misura desiderata con l'ausilio della martellina e del tagliolo, oppure con una pinza speciale, quindi inserite nel legante per circa 2/3 del loro spessore, con le mani o con le pinzette in caso di dimensioni ridotte. L'orientamento varia a seconda della pressione esercitata e degli effetti di luce desiderati, specie nei fondi oro, in cui l'inclinazione arriva ai 45º.
Questo procedimento crea una superficie irregolare, caratteristica dei mosaici più antichi, difficilmente riproducibile con il metodo indiretto, che presenta una superficie liscia e uniforme.

## Mosaico moderno
L'avvento dell'industrializzazione e della catena di produzione ha portato ad una spaccatura nelle tecniche di produzione del mosaico.

### Mosaico ceramico
Mosaico ricavato tramite smaltatura (colore-finitura) di un supporto in porcellana o ceramico, le tesserine vengono pressate a secco e successivamente smaltate oppure vengono ricavate tramite una sola singola pressatura con smalto in polvere secco. Quest'ultima tecnica è chiamata Monopressocottura, smalti e argille uniti (pressati) a secco, cottura a ca. 1.200 gradi, che garantisce un risultato tecnico ed estetico eccellente che lo posiziona tra i mosaici per esterni ed interni più venduti al mondo per durezza, durabilità e resa del colore anche dopo lunghe esposizioni al sole o ad agenti atmosferici.
Il mosaico ceramico è comunemente usato per creare composizioni ricavate da immagini scomposte in pixel di dimensioni standard oppure vendute tramite composizioni di miscele decori geometrici - floreali o monotinta. Un utilizzo di questo mosaico ceramico lo troviamo per rivestimenti e per pavimentazioni proprio per la capacità di garantire diversi livelli antisdrucciolo comunemente utilizzati nei centri benessere e nelle spa.

### Mosaico vetroso o in pasta di vetro

#### Il mosaico vetroso
È la versione moderna delle soluzioni adottate da Etruschi e Bizantini e dagli artisti dell'antica Roma: ricavato da vetro colorato o da fondo colorato, è particolarmente indicato per successive incisioni e tagli, aprendo un ampio ventaglio di composizioni artistiche. Il vetro è però soggetto ad usura e variazione cromatica da raggi uv pertanto occorre particolare cura.

#### Il mosaico in pasta di vetro e in resina
La resina è il materiale più economico sul mercato; permette di realizzare svariate composizioni con resina digitalizzata a stampa uv senza quindi andare a tagliare la singola tesserina. Il taglio della tesserina è tipico dei mosaici vetrosi che differiscono dai mosaici in resina per la trasparenza unica del suo genere dalle svariate rese coloriche.

## Restauro pavimentale
Nell'XXI secolo si è visto l'affermarsi di una tecnica di restauro che vede la collaborazione dello storico dell’arte (per gli aspetti stilistici) con il restauratore (per quelli conservativi). Il parere tecnico di quest'ultimo circa le modalità della posa, i componenti delle malte e dei i materiali impiegati, può risultare determinante per« l'identificazione delle botteghe e per la collocazione cronologica del manufatto». Nel bagaglio culturale del restauratore sono entrate a far parte conoscenze di rilievo e documentazione quali l'analisi stratigrafica, fotogrammetria e laser scanner.
Secondo i Colloqui dell'Associazione Italiana per lo Studio e la Conservazione del Mosaico e dell'International Committee for the Conservation of Mosaics, all'interno dello stesso progetto di restauro musivo dovrebbero essere coinvolti anche archeologi, chimici, geologi e architetti. L'approccio interdisciplinare si unisce al principio del restauro in situ, rispettando il contesto di origine dell'opera, che è integrato in una superficie non casuale dell'edificio.
Almeno per i piani pavimentali antichi (cementizi, tessellati, sectilia, a commessi laterizi), tali idee hanno portato al superamento dello "strappo incondizionato" (mediante pannelli ovvero rulli), che separava l'opera d'arte dal rivestimento di origine per esporla come quadri alle pareti di un museo. Al restauro pavimentale mimetico, si è sostituita una tipologia di restauro filologico che è riconoscibile agli addetti ai lavori e reversibile, tale per cui è possibile riportare il manufatto allo stato nel quale è effettivamente pervenuto all'età moderna.